# Lázár Zsuzsanna (képzőművész)
Lázár Zsuzsanna Ilona, született Solti Zsuzsanna Ilona (Budapest, 1968. március 4. –) kortárs magyar képzőművész.

## Életrajzi adatok
1968-ban született Újpesten. Kisgyermekként édesanyjával élt Óbudán, majd 1979-től ismét Újpestre költözött. Itt végezte a középiskolát is. (Könyves Kálmán Gimnázium) Érettségi után a Vasutas Képzőművész kör tagja lett, mestere Benedek György szobrászművész. 1998-tól egy Pest megyei településen él. 2007-ben kezdett el festészettel foglalkozni .

## Szakmai életrajz
1986-tól retusőrnek, majd fényképésznek tanult, dolgozott az Offszet-, és Játékkártya Nyomdában, 1992–1994 között a MÚOSZ szervezésében lap-, és kiadványszerkesztést végzett, mestere Nádai Ferenc volt, ezután tipográfusként tevékenykedett az Élet és tudomány című hetilapnál. Hosszú gyermeknevelési időszakot követően nyolc éven át tartó kulcs-fázis rajzolást vállalt a rajzfilmkészítő Feature Films Hungary Kft.-nél. 2009-től 2012-ig a Nyíregyházi Főiskola képi ábrázolás szakán festészetet tanult. Közben részt vett a Szilaj Csikó című Közéleti Magazin szerkesztésében, illetve 2012-ben tipográfusként a Süni Ökológiai Magazin szerkesztője volt. 2012-től Egerben az Eszterházy Károly Főiskolán folytatta tanulmányait vizuális és környezetkultúra mester tanári szakon. Mestere Szurcsik József. Óraadó rajztanár Pécelen a Fay András Szakközépiskolában.

## Művészete
Első generációs, sokoldalú művész, a festészet mellett foglalkozik grafikával és illusztrációkészítéssel is, de jelentősebb művei akril technikával készülnek.  "Alkotásaiban az emberi-társadalmi viszonyokat jeleníti meg sajátos csendéletei által, melyeken a fogyasztói társadalom termékei, a világ és a dolgok megsemmisülésének és újjáalakulásának szimbólumai jelennek meg. Egy Baudlaire-i romlás virágaihoz hasonlatos képi világot tár elénk az alkotó, ám mégis igyekszik a néző számára kellemes vizuális élményt nyújtani, ami első olvasatra szinte paradoxonnak tűnik, de éppen itt, ezen a ponton ragadható meg művészetének lényege." mondja róla Simorka Sándor szobrászművész.
„Lázár Zsuzsanna az életből, a mindennapjainkból elkapott pillanatokat rögzíti és ebben  épp úgy szerepet kap az ember a maga kicsinységével és esendőségével, mint a természet – amit sajnos ma már nem a helyén kezelünk -, vagy a minket körülvevő világ. Sietve élünk és ebben a rohanásban elfelejtünk rácsodálkozni a hétköznapok örömeire, mindarra a sok apró csodára, amit olykor a környezetünk kínál.  
Ebből tár elénk valamit Lázár Zsuzsanna, aki otthonosan mozog a képi megjelenítés különböző technikai formái, vagy stílusai között, kezdve a grafikától a pasztellen át az olajfestményekig, a tus, toll, vagy éppen a krétarajzig. Biztos kézzel meghúzott vonalak, ívek, ecsetvonások és visszafogott színek beszélnek helyette, mutatnak meg valamit az ő belső világából. Az elvont gondolatok, könnyen félreérthető üzenetek helyett félreérthetetlenül ábrázolja a valóságot, olvasható, értelmezhető jeleket hagyva maga után.” jellemzi a művészt Botz Domonkos.

## Illusztrációk
- Varga Domokos György:[5] Cin-cin és Fityfiritty c. mesekönyveinek rajzai
- Verzár Éva:[6] A lármafák oltalmában c. novelláskötet borítójának terve
- Botz Domonkos: Elengedett kézzel[7] c. verseskötetének illusztrációi
- Hullámtér Irodalmi Antológia illusztrációi. Megjelent a Napkelet Egyesület kiadásában

## Kiállításai

### Csoportos kiállításai
- 2011. – FF. Galéria, Hídverők c. páros kiállítás a Napkelet Egyesület[8] szervezésében Bessam Faraj iraki karikaturistával.
- 2011. – Monor, Vigadó Galéria, Kávai képzőművészek kiállítása
- 2008. – Tápiószele, Művelődés Háza, Kiállítás négyesben
- 1993. – Budapest, Tiszti kaszinó, Vasutas Képzőművész kör kiállítása

### Önálló kiállításai
- 2014. 01. 09. – Különös fények – Csillaghegyi Művelődési Ház
- 2013. 10. 07. – Majdnem – Nádasdi Vár, Folyosó Galéria, Sárvár
- 2013. 05. 06. – Tél – Monor Vigadó Galéria
- 2013. 02. 14. – Reflexiók – Budapest, Harrer Idősek otthona